# 延岡市立東海小学校
延岡市立東海小学校（のべおかしりつ とうみしょうがっこう）は、宮崎県延岡市稲葉崎町一丁目にある公立の小学校。

## 概要
歴史
1874年（明治7年）創立の「栗野名小学校」を源流とする。現校名となったのは1947年（昭和22年）。現在地に移転した1900年（明治33年）を創立年としており、2025年（令和7年）に創立125周年を迎える。
校章
旭日を背景にして、中央に校名の頭文字である「東」の文字を配している。
校歌
1936年（昭和11年）制定。作詞は野口雨情、作詞は権藤円立による。歌詞は2番まであり、歌詞中に校名は登場しない。
通学区域
延岡市のうち「祝子町、尾崎町、夏田町、桜ケ丘一～三丁目、樫山町一～三丁目、稲葉崎町一～三丁目、稲葉崎町四丁目（一部）、稲葉崎町五・六丁目、大峡町、差木野町」地区。中学校区は延岡市立東海中学校。

## 沿革
- 1872年（明治5年）- 学制の発布とともに、郷社・粟野名神社境内を校舎として創立。後に、粟野名に仮校舎を設け、「宮崎県第二十五区粟野名小学校」と称する。
- 1884年（明治17年）秋 - 大武小学校を統合。校舎を新築。
- 1886年（明治19年）4月 - 小学校令施行により、簡易科（3年制）を設置の上、「簡易粟野名小学校」に改称。
- 1889年（明治22年）5月1日 - 町村制施行により、東臼杵郡1町（大武）4村（粟野名・稲葉崎・祝子・川島）が合併の上、「東海村」が発足。
- 1890年（明治23年）- 尋常科（4年制）を設置の上、「尋常粟野名小学校」に改称。
- 1892年（明治25年）- 「粟野名尋常小学校」に改称。
- 1900年（明治33年）
  - 5月16日 - 現在地に移転を完了。祝子尋常小学校を統合の上、祝子分教場とする。川島尋常小学校から差木野分教場が移管される。
  - 12月 - 新校舎が完成。
- 1901年（明治34年）
  - 1月11日 - 高等科（4年制）の設置の許可を受け、「東海尋常高等小学校」と改称。
  - 2月11日 - 校舎落成式兼開校式を挙行。
- 1908年（明治41年）4月 - 改正小学校令により、尋常科（義務教育年限）が4年制から6年制に改められる。これにより、旧高等科1年を尋常科5年、旧高等科2年を尋常科6年、旧高等科3年を高等科1年、旧高等科4年を高等科2年に改める。
- 1930年（昭和5年）4月 - 運動場を拡張。
- 1933年（昭和8年）4月1日 - 川島尋常小学校を統合の上、川島分校とする。
- 1935年（昭和10年）- 青年学校令施行により、東海青年学校を併置。
- 1936年（昭和11年）
  - 3月 - 川島分校を廃止（2年後、川島尋常小学校として復活）。
  - 5月 - 講堂が完成。
  - 9月15日 - 校歌を制定。
  - 10月25日 - 東海村が延岡市に編入される。
  - 11月 - 校門を改装。
- 1938年（昭和13年）4月1日 - 川島尋常小学校を分離。
- 1941年（昭和16年）4月1日 - 国民学校令施行により、「延岡市東海国民学校」に改称。尋常科を初等科に改める。また、併置されていた東海青年学校が独立校舎完成のため分離。
- 1945年（昭和20年）6月 - 祝子分校が戦災にあう。
- 1947年（昭和22年）- 学制改革が行われる（六・三制の実施）。
  - 4月1日 - 国民学校の初等科は、新制小学校「延岡市立東海小学校」（現校名）に改組・改称される。
  - 5月8日 - 国民学校の高等科は、青年学校普通科とともに、新制中学校「延岡市立東海中学校」に改組・改称される。当面の間、小学校校舎の一部を中学校に貸与。
- 1957年（昭和32年）10月 - 学校給食を開始。
- 1963年（昭和38年）2月 - 本館を改築。
- 1964年（昭和39年）4月 - 幼稚園を設置。
- 1965年（昭和40年）3月31日 - 祝子分校を閉校。
- 1966年（昭和41年）8月 - プールが完成。
- 1968年（昭和43年）4月 - 鉄筋コンクリート造3階建て北校舎（12教室）が完成。
- 1969年（昭和44年）3月 - 鉄筋コンクリート造2階建て南校舎（10教室）が完成。
- 1970年（昭和45年）3月 - 鉄筋コンクリート造3階建て西校舎（普通3室、特別6室）が完成。
- 1972年（昭和47年）3月 - 体育館が完成。
- 1977年（昭和52年）10月 - 交通コーナーが完成。
- 1978年（昭和53年）12月 - 西校舎3教室を増築。
- 1984年（昭和59年）
  - 3月 - タイムカプセルを埋設（創立100周年を迎える2000年に開封）。
  - 9月 - 第1回むかばき少年自然の家での林間学校を開催。
- 1986年（昭和61年）10月 - プレハブ校舎（図工室と第2理科室）を焼失。
- 1987年（昭和B62年）2月 - 焼失した教室の復旧工事を完了。
- 1988年（昭和63年）
  - 4月1日 - 延岡市立東海東小学校を新設分離。
  - 8月 - 北側、中庭の木造校舎およびプレハブ校舎を解体。
- 1992年（平成4年）3月 - 中庭のプレハブ校舎を撤去。
- 1997年（平成9年）
  - 4月 - プールを補修。
  - 11月 - フルブライトメモリアル基金に基づき、アメリカ教員使節団が来校。
- 2000年（平成12年）11月12日 - 創立100周年記念式典を挙行。
- 2004年（平成16年）4月 - 新プールが完成。
- 2011年（平成23年）5月 - 庭の噴水を撤去の上、中庭を整備。
- 2012年（平成24年）7月 -  北校舎および西校舎の耐震工事が完了。

## 交通
最寄りの鉄道駅
- JR九州 日豊本線 「延岡駅」

最寄りのバス停留所
- 宮崎交通バス 「稲葉崎」停留所

最寄りの幹線道路
- 宮崎県道16号稲葉崎平原線

## 周辺
- 東海幼稚園
- 延岡市立東海中学校
- 稲葉崎街区公園

## 参考資料
- 「延岡市史 下巻」（1983年（昭和58年）2月11日発行, 延岡市）p.133～p.138